# The8
Сюй Минхао (кит. 徐明浩, пиньинь Xú Mínghào, кор. 서명호; род. 7 ноября 1997 года, Аньшань, провинция Ляонин, КНР), наиболее известный профессионально как The8 (кор. 디에잇) — китайский певец и танцор, живущий в Южной Корее. Он является участником южнокорейского бой-бэнда Seventeen и ее команды выступлений. В 2019 году состоялся его официальный сольный дебют, и он был одним из двух наставников по танцам в китайском шоу на выживание «Youth With You».

## Ранняя жизнь и образование
Тhе8 родился в Хайчэне, провинция Ляонин, Китай, 7 ноября 1997 года. Он учился в Пекинской академии современной музыки.

## Карьера

### 2008–2014: Ранняя карьера в Китае
В 2008 году The8 появился в китайской программе CCTV Variety Show. Позже он появился в китайской программе «Day Day Up». В 2012 году The8 принял участие в 6-м Шанхайском всемирном танцевальном конкурсе, проходившем с 27 по 30 апреля. Он вошел в топ-8. Именно так он и заработал свой псевдоним.

### 2015–наст. время: Дебют с Seventeen, сольная деятельность и «Youth With You»
Он впервые появился на «Seventeen TV» в конце 2014 года. The8 дебютировал 29 мая 2015 года, как участник южнокорейской бойз-группы Seventeen с их первым мини-альбомом 17 Carat. После дебюта с Seventeen, The8 также получил роль на телевидении в сериале «Реальный класс – Начальная школа» в 2017. 12 декабря 2017 года Pledis Entertainment объявили, что The8 приостанавливает свою промоушен-деятельность из-за травмы поясницы. Только после выхода специального альбома Seventeen Directors Cut он вернулся к промоушену.
В 2018 году The8 приняли участие в китайском реалити-шоу Chao Yin Zhan Ji вместе с коллегой по группе Вэнь Чжунхуэем. В 2019 году он был одним из двух наставников по танцам (вместе с Джолин Цай) в китайском шоу на выживание «Youth With You». The8 дебютировал сольно 9 июня 2019 года с синглом «Dreams Come True». 4 мая 2020 года The8 объявили о выпуске второго сингла «Falling Down». Он был выпущен 8 мая 2020 года.
8 апреля 2021 года The8 объявил о выпуске своего третьего сингла «Side by Side». Он был выпущен 13 апреля 2021 года на китайском и корейском языках. 4 мая 2021 года The8 выпустил сингл под названием «Mom's Missed Call» совместно с коллегой по группе Вэнь Чжунхуэем. Все доходы от авторских прав будут направлены на помощь детям, оставшимся в Китае. Сингл является частью благотворительного музыкального проекта Dandelion для Китайской детской благотворительной ассоциации.18 марта 2022 года The8 выпустили сингл на китайском языке «Hai Cheng» (кит. 海城).

## Дискография

### Синглы
| Название                        | Детали |
| ------------------------------- | --- |
| «Night and Rain»                | - Выпущено: 9 марта 2018 - Лейбл: Pledis Entertainment - Форматы: Digital download, streaming audio                           |
| «Dreams Come True»              | - Выпущено: 9 июня 2019 - Лейбл: Pledis Entertainment - Форматы: Digital download, streaming audio                            |
| «Falling Down»                  | - Выпущено: 8 мая 2020 - Лейбл: Pledis Entertainment - Форматы: Digital download, streaming audio                             |
| «Side By Side»                  | - Выпущено: 13 апреля 2021 - Лейбл: Pledis Entertainment - Форматы: Digital download, streaming audio                         |
| «Hai Cheng» (海城)              | - Выпущено: 18 марта 2022 - Лейбл: Pledis Entertainment - Форматы: Digital download, streaming audio                          |
| «A Bite of Summer» (嘗一口夏天) | - Выпущено: 27 сентября 2022 - Лейбл: Beijing Zitiao Network Technology Co., Ltd - Форматы: Digital download, streaming audio |
| «Orbit» feat (JinjiBeWater)     | - Выпущено: 4 декабря 2024 - Лейбл: Beijing Zitiao Network Technology Co., Ltd - Форматы: Digital download, streaming audio   |

### Саундтреки
| Название                         | Год  | Альбом                             |
| -------------------------------- | ---- | ---------------------------------- |
| «Brothers for One Time» с Джуном | 2019 | Seven Days OST                     |
| «Maze»                           | 2020 | Король: Вечный монарх OST          |
| «Hide»                           | 2021 | Who is the Murderer (谁是凶手) OST |

### Другие песни
Выпущен на китайских цифровых музыкальных платформах QQ Music, KuGou Music и Kuwo Music, если не указано иное.
| Название                                      | Год  | Альбом            | Примечания              |
| --------------------------------------------- | ---- | ----------------- | ----------------------- |
| «Mom's Missed Call» (妈妈的未接来电) с Джуном | 2021 | Mom's Missed Call | Благотворительный сингл |

## Фильмография

### Телешоу
| Год  | Название                       | Роль                |
| ---- | ------------------------------ | ------------------- |
| 2010 | Day Day Up                     | Актерский состав    |
| 2017 | Real Class - Elementary School | Актерский состав    |
| 2018 | Chao Yin Zhan Ji (潮音戰紀)    | Актерский состав    |
| 2019 | Youth With You                 | Наставник по танцам |
| 2021 | Dancing Millennium             | Актерский состав    |
| 2023 | All-Star Street Dancing Show   | Актерский состав    |
| 2023 | Youth Periplous Season 4       | Актерский состав    |
| 2024 | Youth Periplous Season 5       | Актерский состав    |
| 2024 | Heart Signal Season 7          | Актерский состав    |

## Автор песен
Все права взяты из Korea Music Copyright Association, если не указано иное.
| Year | Artist    | Song                                                      | Album             | Lyrics   | Lyrics                                                                 | Music    | Music                                                |
| Year | Artist    | Song                                                      | Album             | Credited | With                                                                   | Credited | With                                                 |
| ---- | --------- | --------------------------------------------------------- | ----------------- | -------- | ---------------------------------------------------------------------- | -------- | ---------------------------------------------------- |
| 2016 | Seventeen | Highlight (Performance Team)                              | Going Seventeen   | Yes      | Bumzu, Hoshi, Dino, Jun, Lee Yoo-jung                                  | No       | N/A                                                  |
| 2017 | Seventeen | My I (Jun & The8)                                         | Al1               | Yes      | Bumzu, Jun                                                             | No       | N/A                                                  |
| 2017 | Seventeen | Without You (모자를 눌러 쓰고)                            | Teen, Age         | Yes      | Bumzu, Woozi, S.Coups, Jeonghan, Hoshi, Mingyu, DK, Vernon, Dino       | No       | N/A                                                  |
| 2017 | Seventeen | Flower (S.Coups, Seungkwan, Wonwoo, The8, Jeonghan, Dino) | Teen, Age         | Yes      | Bumzu, Woozi, S.Coups, Wonwoo, Dino, Seungkwan, Jeonghan               | No       | N/A                                                  |
| 2017 | Seventeen | Campfire (캠프파이어)                                     | Teen, Age         | Yes      | Bumzu, Woozi, S.Coups, Jeonghan, Wonwoo, Mingyu, DK, Seungkwan, Vernon | No       | N/A                                                  |
| 2018 | The8      | Night and Rain                                            | Non-album release | Yes      | N/A                                                                    | No       | Bumzu, Woozi, Dong Ne-hyeong, Won Yeong-heon, Anchor |
| 2018 | Seventeen | Oh My! (怎麼辦)                                           | Non-album release | Yes      | Bumzu, Woozi, S.Coups, Vernon                                          | No       | N/A                                                  |
| 2019 | The8      | Dreams Come True                                          | Non-album release | Yes      | N/A                                                                    | No       | Bumzu, Ohway!                                        |
| 2019 | Seventeen | 247 (Performance Team)                                    | An Ode            | Yes      | Bumzu, Woozi, Dino, Hoshi                                              | No       | N/A                                                  |
| 2019 | Seventeen | Network Love (Joshua, Jun, The8, Vernon)                  | An Ode            | Yes      | Bumzu, Woozi, Vernon                                                   | No       | N/A                                                  |
| 2020 | The8      | Falling Down                                              | Non-album release | Yes      | Jodie C                                                                | Yes      | Bumzu, NMORE (PRISMFILTER)                           |
| 2020 | Seventeen | Hey Buddy (DK, Mingyu, The8)                              | Semicolon         | Yes      | Bumzu, Woozi, DK, Mingyu                                               | Yes      | Bumzu, Woozi, DK, Mingyu, Anchor, Ohway!             |
| 2021 | The8      | Side By Side                                              | Non-album release | Yes      | Bumzu, 董乐 Doller                                                     | Yes      | Bumzu, Bir$day (PRISMFILTER)                         |
| 2021 | Seventeen | Wave                                                      | Your Choice       | Yes      | Bumzu, Woozi, Dino, Hoshi, Jun                                         | No       | N/A                                                  |
| 2022 | The8      | Hai Cheng                                                 | Non-album release | Yes      | Woozi                                                                  | Yes      | Woozi                                                |
| 2024 | Seventeen | Spell (Performance Team)                                  | 17 Is Right Here  | Yes      | Bumzu, Dino                                                            | No       | N/A                                                  |

## Комментарии
1. 1 2 3  Credits are adapted from Pledis Entertainment.